# سلام نظامی

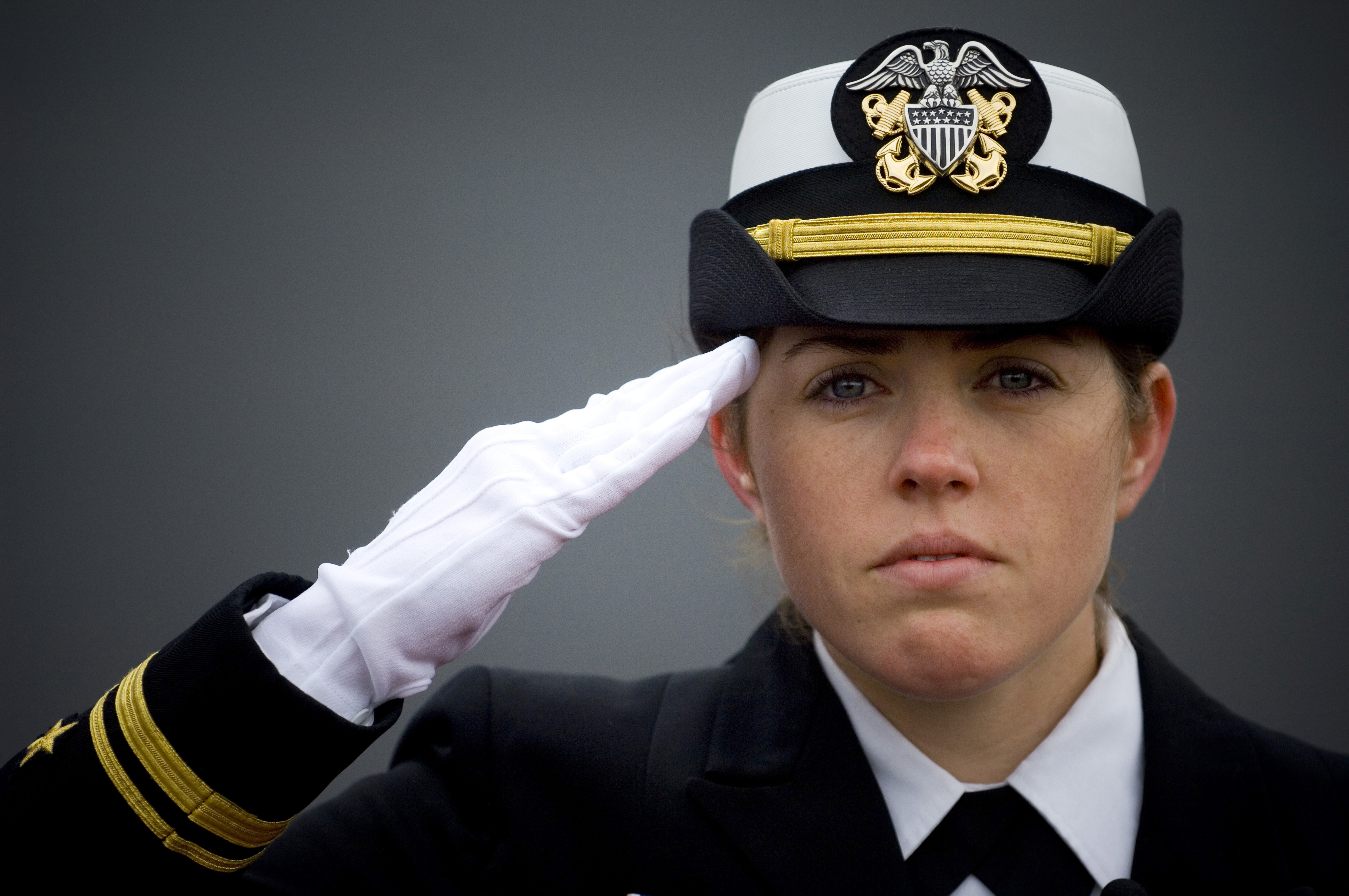
یک افسر نیروی دریایی ایالات متحده که سلام نظامی می‌کند

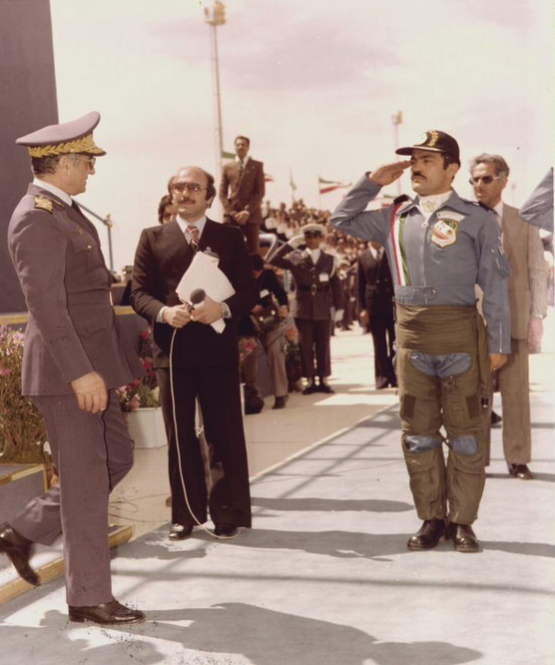
منوچهر خلیلی، لیدر تیم آکروجت تاج طلایی، در حین ادای سلام نظامی به محمدرضاشاه پهلوی در پایگاه خاتمی اصفهان - آبان ۱۳۵۵ خورشیدی.

سلام‌نظامی یا درود نظامی نوعی اشاره احترام‌آمیز به مافوق است سلام‌نظامی به شکل کنونی آن در ارتش‌های جهان و نیروهای نظامی مرسوم است و در برخی کشورها از جمله ایران اجرای سلام‌نظامی بدون کلاه، به معنی «بی‌احترامی» تلقی می‌شود.
سربازان و افراد نظامی در زمان نواختن سرود ملی کشورشان موظف به ایستادن به صورت خبردار و اجرای سلام‌نظامی هستند.

## پیشینه تاریخی
در قرون وسطی شوالیه‌ها برای ادای احترام به یک دیگر نقاب کلاهخود بالا میزدند تا با نشان دادن صورت و ابراز آشنایی سلامی کرده باشند، بعدها حرکتی نمادین شبیه حرکت فعلی به منظور سهولت بیشتر جایگزین برداشتن نقاب شد که تا به امروز ادامه دارد.

## در رایش آلمان
سلام‌نظامی نازی‌ها معروف به «سلام‌هیتلری» نماد خاص وفاداران به رایش سوم بود. سلام‌هیتلری به این صورت ادا می‌شد که فرد سلام‌دهنده بازوی راست خود را بالا می‌برد و دستش را صاف و کشیده، کمی متمایل به بالا و به سمت مقابل دراز می‌کند.
گفته می‌شود که ریشه این نوع سلام‌نظامی به رُم باستان برمی‌گردد.